# 志賀遼馬
志賀 遼馬（しが りょうま、1996年11月19日 - ）は、日本の俳優。千葉県出身。2023年からミュージカルカンパニー イッツフォーリーズに所属。順天堂大学 医療看護学部卒。看護師免許、メンタルトレーニングスペシャリスト取得。

## 出演

### 舞台
- ミュージカル「ナミヤ雑貨店の奇蹟」(2025年 スペース・ゼロ)
- ミュージカル「ルドルフとイッパイアッテナ」(2025年 俳優座劇場)
- ミュージカル「鉄鼠の檻」(2024年 紀伊國屋サザンシアター、サンケイブリーゼ)
- 「クライムス・オブ・ザ・ハート」(2024年 浅草九劇)
- 舞台「南の島に雪が降る」(2025年 BIG TREE THEATER)
- 日本の劇団「12人の怒れる男」(2024年 駅前劇場)
- 劇団アルファー「 Want to meet！」(2024年 BIG TREE THEATER)
- ダンスイベント「Canvas vol.12」(2024年 サンパール荒川)）

### テレビ
- 連続テレビ小説 あんぱん 98回、99回、100回（2025年、NHK総合）